# Bambusa prominens
Bambusa prominens är en gräsart som beskrevs av Hok Lam Fung och C.Y.Sia. Bambusa prominens ingår i släktet Bambusa och familjen gräs. Inga underarter finns listade i Catalogue of Life.